# Iglesia colegiata de Santa María (Orgañá)
La primera constancia documental de la iglesia colegiata de Santa María en Orgaña (provincia de Lérida, España) data del año 993. Posteriormente y después de un gran incendio, se reconstruyó y se consagró nuevamente en el año 1057. En el año 1090 consta la consagración, como canónica agustiniana. En el año 1855, después de la desamortización, pasó a ser iglesia parroquial de Orgaña.
Entre la segunda mitad del siglo XI y la primera del XII, la iglesia constaba de una sola nave con ábside trilobulado y un cimborio del que se conservan la traza y los restos de estilo románico visibles desde el espacio de sota cubierta. Durante el siglo XIII se construyó un claustro adosado en cuya fachada sur aún pueden verse los arcos apuntados y que ocupaba el espacio de la actual plaza de la Iglesia.
Entre los siglos XIV y XV se amplió la iglesia con la construcción de la nave lateral sur mientras que la nave lateral norte, la cubierta y el campanario no se edificaron hasta el período de los siglos XVII-XVIII.
Destacan como elementos más relevantes la fachada principal o de poniente con la puerta de acceso decorada con arquivoltas, el ojo de buey decorado con los mismos motivos que la puerta, la galería de arcadas superior y el campanario de planta rectangular así como los motivos de arquerías y bandas lombardas del ábside de la fachada este.
El interés del monumento, además de sus componentes arquitectónicos y ambientales, proviene fundamentalmente de su valor histórico por haber sido el lugar donde se encontró el texto de Les Homilíes d'Organyà, el texto más antiguo escrito en catalán que se conoce y que actualmente se conserva en la Biblioteca Nacional de Cataluña.